# Jaroccy herbu Rawicz
Jaroccy herbu Rawicz – polski ród szlachecki, który wziął swoje nazwisko od Jaroszyna w powiecie radomskim (obecnie puławskim), znany od XIV wieku.

## Historia
Przedstawiciele tego rodu, należącego do średniozamożnej szlachty, za czasów I Rzeczypospolitej pełnili liczne urzędy ziemskie oraz brali aktywny udział w życiu politycznym kraju. Stanisław Jarocki był w 1505 roku marszałkiem nadwornym koronnym, a jego potomkowie osiedli w województwie krakowskim. Aleksander Walerian Jarocki z województwem krakowskim a Piotr Jarocki z województwem sandomierskim podpisali elekcję 1648 roku, tj. wybór Jana Kazimierza Wazy na króla Polski. Jan Jarocki z województwem lubelskim, Aleksander Jarocki z województwem ruskim a Stanisław Jarocki z województwem sandomierskim podpisali elekcję 1669 roku, tj. wybór Michała Korybuta Wiśniowieckiego na króla Polski. Z kolei Andrzej i Franciszek Jaroccy z województwem sandomierskim, Jan Jarocki z województwem krakowskim, Władysław i Jerzy Jaroccy z województwem ruskim a Stefan Jarocki z województwem bełskim podpisali elekcję 1697 roku, tj. wybór Augusta II Mocnego na króla Polski.
Po rozbiorach Rzeczypospolitej Jaroccy wylegitymowali się ze staropolskiego szlachectwa zarówno w Królestwie Polskim jak i w Galicji jak i w guberni podolskiej Cesarstwa Rosyjskiego.

## Znani przedstawiciele
- Antoni Jarocki – krajczy brasławski, cześnik brasławski, poseł na Sejm
- Feliks Jarocki (1824–1900) – prawnik, burmistrz Tarnowa